# Ega sallei
Ega sallei är en skalbaggsart som beskrevs av Chevrolet. Ega sallei ingår i släktet Ega och familjen jordlöpare. Inga underarter finns listade i Catalogue of Life.